# Łyżeczka do spalań

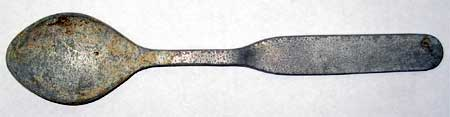
Łyżka do spalań

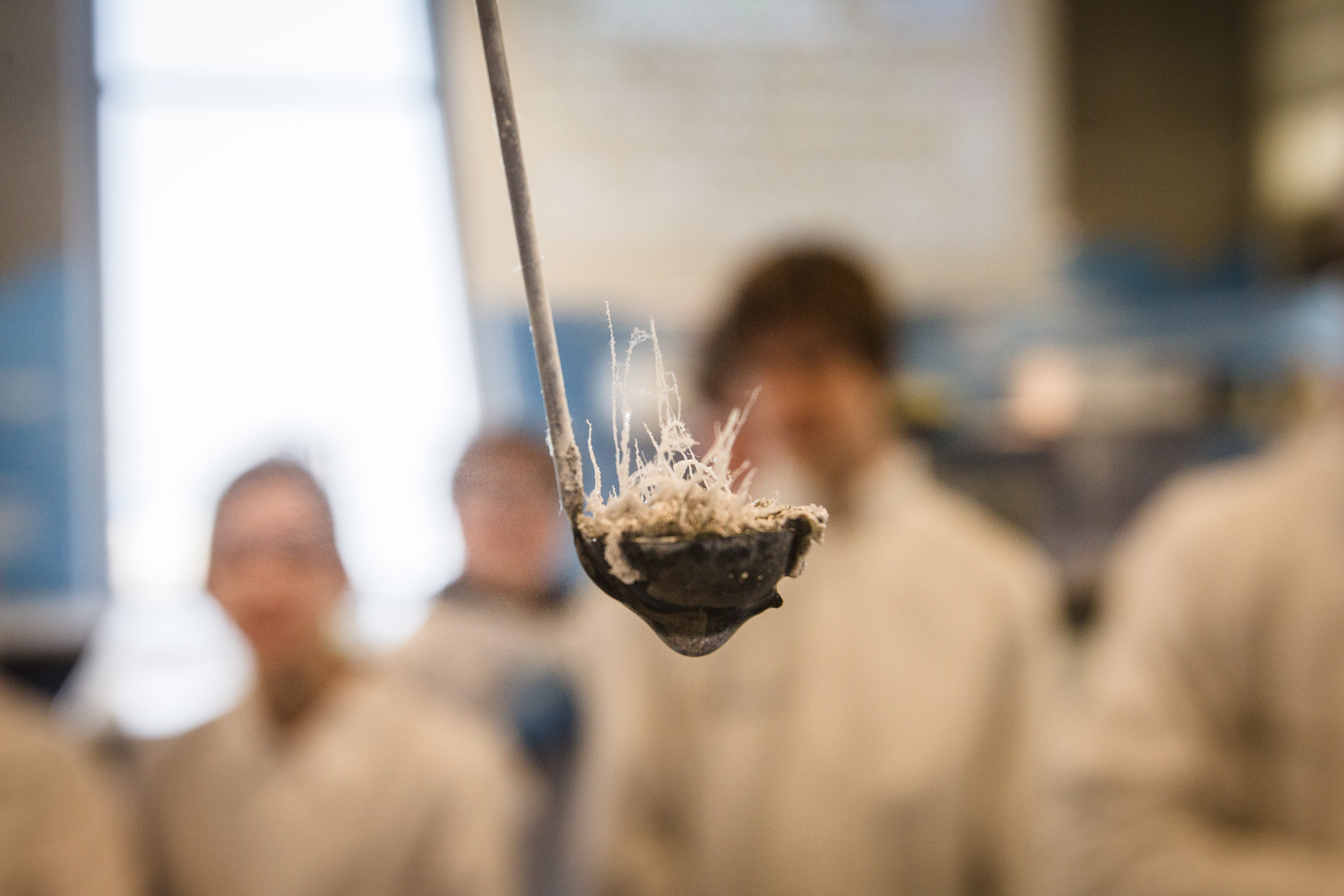
Łyżeczka do spalań podczas prezentacji efektu reakcji utleniania magnezu w parze wodnej. Laboratorium Centrum Nauki Kopernik.fot. R.Kowalewski

Łyżeczka do spalań, łyżeczka laboratoryjna – sprzęt laboratoryjny stosowany głównie w analizie jakościowej, ściślej płomieniowej wykonywany ze spieków ceramicznych lub wysokoodpornych termicznie stopów metali.

## Sposób stosowania
Na łyżeczkę nakłada się analizowaną substancję, po czym wkłada się ją do płomienia palnika gazowego i czeka, aż substancja ta zapali się. Kolor płomienia wskazuje na fakt występowania określonego pierwiastka substancji. Aby analiza wypadła poprawnie ważne jest aby:
- gaz  dostarczany do palnika (zwykle metan) nie zawierał śladów metali
- płomień palnika był jednolicie niebieski i aby nie było dymienia (co wskazuje na niepełne i szybkie spalanie metanu)
- łyżeczka była dokładnie oczyszczona i wysuszona przed nałożeniem na niej analizowanej substancji  – zwykle osiąga się to przez wstępne prażenie łyżeczki w płomieniu (w kurzu, wilgoci i powietrzu jest bardzo dużo jonów sodowych, które zabarwiają płomień na żółto).